# Martín Olleta
Martín Olleta fue un jefe chono que ejerció como un importante intermediario entre las autoridades españolas en el archipiélago de Chiloé y los pueblos indígenas de los fiordos y canales de la Patagonia durante el siglo XVIII. Es conocido por rescatar a los sobrevivientes de los restos del HMS Wager en 1742. Los británicos lo identificaron como cacique, y fue mencionado por el gobernador de Chiloé Victoriano Martínez de Tineo como «gobernadorcillo de dicha nación chonos». Usó una vara con mango de plata como símbolo de autoridad.

## Rescate de supervivientes de HMS Wager
Olleta encabezó un grupo de indígenas chonos que en 1742 visitó en isla Wager, archipiélago Guayaneco, a los trece sobrevivientes que aún quedaban del naufragio de la nave inglesa HMS Wager en mayo de 1741 —y por la cual sería bautizada posteriormente la isla—, entre ellos el capitán David Cheap y el guadiamarina y futuro vicealmirante John Byron. Esto sucedió quince días después de que un grupo de marineros británicos regresara a la isla Wager tras no poder rodear la península de Taitao con una barcaza improvisada.
El idioma español usado por los chonos liderados por Martín Olleta fue suficiente para comunicarse con el cirujano de habla hispana de la partida británica. Después de algunas negociaciones, los chonos acordaron guiar al grupo del capitán David Cheap a un pequeño asentamiento español en la costa, utilizando una ruta terrestre para evitar la península. Los náufragos intercambiaron la barcaza y los objetos de hierro para el viaje. El hierro fue muy valorado por los chonos ya que este metal era escaso incluso en los asentamientos españoles ubicados más al norte. Los supervivientes del HMS Wager abordaron las dalcas del grupo de Olleta y se dirigieron al norte. Martín Olleta condujo a los sobrevivientes por una ruta inusual a través del lago Presidente Ríos en la península de Taitao, evitando la ruta común a través del río San Tadeo y la laguna San Rafael.
Antes de entregar a los ingleses a las autoridades españolas, el grupo de Olleta se detuvo en algún lugar en el sur de la isla Grande de Chiloé para esconder todos los objetos de hierro, probablemente para evitar que se los confiscaran. Cuando las autoridades españolas se enteraron de que el teniente Hamilton se había perdido en el camino hacia el norte, obligó a Olleta a regresar al sur y encontrarlo, lo que de hecho hizo.
La historiadora Ximena Urbina conjetura que Martín Olleta debió haber vivido cerca de los españoles y escuchado a otros nativos de los restos del naufragio. Así, el rescate no fue casual, sino una empresa realizada con conocimiento previo del interés español por los extranjeros y del valioso botín que se encontraba entre los restos del naufragio.
Posterior al rescate de los ingleses, vivió en isla Cailín, donde fue «gobernadorcillo de dicha nación chonos» como diría en 1744 el gobernador de Chiloé Victoriano Martínez de Tineo.